# 沙丁龐客劇團
沙丁龐客劇團（法語：Theatre De La Sardine）是一個台灣劇團，於2005年3月成立，於2005年3月成立，是「沙丁龐客」這四個字來自於法文 Saltimbanque，意涵為「街頭賣藝者、公眾表演者、雜技演員、街頭藝人、小丑…」。 
沙丁龐客劇團的宗旨是：希望藉由面具、小丑、歌舞、默劇、物件、和體操等元素，融合街頭戲劇、馬戲團、與肢體劇場的方式，摸索新的表演形式，進而創造屬於當代東方的大眾劇場。 
劇團認為，他們所訴求的劇場，它必須是一面鏡子，能夠反射出當代社會的現象與問題，同時間，又必須是精緻的、貼近社會大眾的、詩意的、兼具娛樂性與藝術性的。換句話說，就是將高品質劇場分享給最廣大的群眾。以所有人都能欣賞的戲劇形式，呈現出現實生活中的荒謬與詩意，講述那些確切存在於生命中的幽微情感，並碰觸與生活密切相關的社會議題。他們相信，「觀眾」是劇場存在的最重要因素，貼近生活的戲劇才能讓觀眾感動。 
同時，他們亦認為演員是劇場的重要元素，所以致力於探索演員的表演質地與極限，期待以集體發展的方式，創造出以演員為主體的劇場藝術。
該劇團在2014年倡議並發起「紅鼻子醫生計畫」，並於2015年於台灣展開專業小丑醫生服務。該計劃於2017年正式登記立案成為協會，品牌識別為「紅鼻子醫生」，登記立案名稱為「社團法人中華民國紅鼻子關懷小丑協會」。

## 作品
- 《一個人的晚餐》
- 《五個小丑與一張椅子》
- 《帽似真愛》
- 《地底的天空》
- 《都市的野餐》
- 《阿醜奇遇記》
- 《美麗人生 La Vie est Belle》
- 《琴弦的秘密》
- 《格列佛遊記》
- 《馬穆與精靈》
- 《再一次・美麗人生》
- 《遇見幸福的青鳥》
- 《白蛇?!》：小丑們的終局之戰[5]
- 2015年《未盡之夜》[6]、《阿醜奇遇記》
- 2016年《為進之頁》[6]、《五個小丑與一張椅子》、《阿醜奇遇記》[7]、《格列佛遊記》
- 2017年《再一次・美麗人生》
- 2018年《遇見幸福的青鳥》
- 2020年《白蛇?!》：小丑們的終局之戰

## 資金來源
中華民國文化部「演藝團隊分級獎助計畫」（2013年、2014年、2015年、2016年、2017年、2018年）
財團法人國家文化藝術基金會 Taiwan Top 年度團隊－演藝團隊年度獎助專案（2019年、2020年）

## 外部連結
- 沙丁龐客劇團
- 沙丁龐客劇團的Facebook專頁
- 沙丁龐客劇團的Instagram帳戶